# Aitor Galdós
Aitor Galdós Alonso (født 9. november 1979) er en spansk tidligere professionel landevejsrytter.